# العلاقات الكونغوية الليختنشتانية
العلاقات الكونغولية الليختنشتانية هي العلاقات الثنائية التي تجمع بين جمهورية الكونغو وليختنشتاين.

## مقارنة بين البلدين
هذه مقارنة عامة ومرجعية للدولتين:
| وجه المقارنة                                              | [[تصنيف:صفحات تستخدم رمز علم غير موجود\|]] جمهورية الكونغو | ليختنشتاين                                 |
| --------------------------------------------------------- | ---------------------------------------------------------- | ------------------------------------------ |
| المساحة (كم2)                                             | 342.00 ألف                                                 | 16                                         |
| عدد السكان (نسمة)                                         | 5.26 مليون                                                 | 37.47 ألف                                  |
| الكثافة السكانية (ن./كم²)                                 | 15.38                                                      | 234.19 ألف                                 |
| العاصمة                                                   | برازافيل                                                   | فادوتس                                     |
| اللغة الرسمية                                             | لغة فرنسية                                                 | اللغة الألمانية                            |
| العملة                                                    | فرنك وسط أفريقي                                            | فرنك سويسري                                |
| الناتج المحلي الإجمالي (بليون دولار)                      | 8.72 مليار                                                 | 6.29 مليار                                 |
| الناتج المحلي الإجمالي (تعادل القوة الشرائية) بليون دولار | 29.48 مليار                                                |                                            |
| الناتج المحلي الإجمالي الاسمي للفرد دولار أمريكي          | 1.85 ألف                                                   |                                            |
| الناتج المحلي الإجمالي للفرد دولار أمريكي                 |                                                            |                                            |
| مؤشر التنمية البشرية                                      | 0.591                                                      | 0.908                                      |
| رمز المكالمات الدولي                                      | +242                                                       | +423                                       |
| رمز الإنترنت                                              | .cg                                                        | .li                                        |
| المنطقة الزمنية                                           | ت ع م+01:00                                                | توقيت وسط أوروبا، ت ع م+01:00، ت ع م+02:00 |

## منظمات دولية مشتركة
يشترك البلدان في عضوية مجموعة من المنظمات الدولية، منها:
| علم المنظمة | اسم المنظمة                   | تاريخ انضمام جمهورية الكونغو | تاريخ انضمام ليختنشتاين |
| ----------- | ----------------------------- | ---------------------------- | ----------------------- |
|             | منظمة الشرطة الجنائية الدولية | ?                            | ?                       |
|             | منظمة التجارة العالمية        | ?                            | ?                       |
|             | منظمة حظر الأسلحة الكيميائية  | ?                            | ?                       |
|             | الأمم المتحدة                 | 20 سبتمبر 1960               | 18 سبتمبر 1990          |